# Ururi
Ururi (albanès Ruri ) és un municipi italià, dins de la província de Campobasso. L'any 2006 tenia 3.070 habitants. És un dels municipis on viu la comunitat arbëreshë. Limita amb els municipis de Larino, Montorio nei Frentani, Rotello i San Martino in Pensilis.

## Administració
| Període | Identitat     | Partit        |
| ------- | ------------- | ------------- |
| 2006-   | Antonio Cocco | Llista cívica |